# Kardynałowie z nominacji Grzegorza XV
Papież Grzegorz XV (1621–1623) mianował jedenastu kardynałów na czterech konsystorzach:

## 15 lutego 1621
1. Ludovico Ludovisi, bratanek papieża – kardynał prezbiter S. Maria in Traspontina (tytuł nadany 17 marca 1621), następnie kardynał prezbiter S. Lorenzo in Damaso (7 czerwca 1623), zm. 18 listopada 1632

## 19 kwietnia 1621
Kościoły tytularne zostały nadane 17 maja 1621.
1. Antonio Caetani, arcybiskup Kapui – kardynał prezbiter S. Pudenziana, zm. 17 marca 1624
2. Francesco Sacrati, tytularny arcybiskup Damaszku, audytor Roty Rzymskiej – kardynał prezbiter S. Matteo in Merulana, zm. 6 września 1623
3. Francesco Boncompagni, siostrzeniec papieża, referendarz Obojga Sygnatur – kardynał diakon S. Angelo in Pescheria, następnie kardynał diakon S. Eustachio (16 marca 1626), kardynał prezbiter Ss. IV Coronati (6 lutego 1634), zm. 9 grudnia 1641
4. Ippolito Aldobrandini, powinowaty papieża – kardynał diakon S. Maria Nuova, następnie kardynał diakon S. Angelo in Pescheria (16 marca 1626), kardynał diakon S. Eustachio (6 lutego 1634), zm. 19 lipca 1638

## 21 lipca 1621
Kościoły tytularne zostały nadane 30 sierpnia 1621.
1. Lucio Sanseverino, arcybiskup Salerno – kardynał prezbiter S. Stefano al Monte Celio, zm. 25 grudnia 1623
2. Marcantonio Gozzadini, kuzyn papieża, szambelan papieski – kardynał prezbiter S. Eusebio, następnie kardynał prezbiter S. Agata in Suburra (23 maja 1623), zm. 1 września 1623

## 5 września 1622
1. Cosimo de Torres, tytularny arcybiskup Adrianopolu, nuncjusz w Polsce – kardynał prezbiter S. Pancrazio (tytuł nadany 20 marca 1623), następnie kardynał prezbiter S. Maria in Trastevere (1 lipca 1641), zm. 1 maja 1642
2. Armand-Jean du Plessis de Richelieu, biskup Luçon – kardynał prezbiter bez tytułu, zm. 4 grudnia 1642
3. Ottavio Ridolfi, biskup Ariano – kardynał prezbiter S. Agnese in Agone (tytuł nadany 26 października 1622), następnie kardynał prezbiter S. Agata in Suburra (7 października 1623), zm. 6 lipca 1624
4. Alfonso de la Cueva-Benavides y Mendoza-Carrillo, protonotariusz apostolski – kardynał prezbiter Ss. Silvestro e Martino (tytuł nadany 18 lipca 1633), następnie kardynał prezbiter S. Balbina (9 lipca 1635), kardynał biskup Palestriny (17 października 1644), zm. 10 sierpnia 1655